# Salomé (teleregény)
A Salomé egy 2001 és 2002 között készített mexikói telenovella a Televisától, Edith González és Guy Ecker főszereplésével. Magyarországon elsőként a TV2 tűzte műsorára 2005. június 20-án.

## Történet
|  | Alább a cselekmény részletei következnek! |

|  | Itt a vége a cselekmény részletezésének! |

## Szereposztás
| Szerepnév                                          | Színész(nő)                | Magyar Hang         |
| -------------------------------------------------- | -------------------------- | ------------------- |
| Fernanda «Salomé» Quiñonez Lavalle                 | Edith González †           | Orosz Anna          |
| Julio Montesino                                    | Guy Ecker                  | Oberfrank Pál       |
| Diego Duval                                        | Sebastián Ligarde          | Barabás Kiss Zoltán |
| Ángela Duval de Montesino                          | Mónika Sánchez             | Dudás Eszter        |
| Lucrecia de Montesio                               | María Rubio †              | Menszátor Magdolna  |
| Manola                                             | Patricia Reyes Spíndola    | Szórádi Erika       |
| Arturo Montesino                                   | Aarón Hernán               | Varga T. József     |
| Dr. Iñigo                                          | Raúl Ramírez               | Szokolay Ottó       |
| Yolanda                                            | Yolanda Montes «Tongolele» | Andresz Kati        |
| Lola                                               | Leticia Perdigón           | Madarász Éva        |
| Hipólito                                           | Jaime Garza                | Megyeri János       |
| Martha                                             | Paty Díaz                  | Kiss Virág          |
| Guillermo                                          | Julián Bravo               | Koncz István        |
| Laura de Cansino                                   | Katie Barberi              | Hullan Zsuzsa       |
| Beto «Szépfiú»                                     | Roberto Palazuelos         |                     |
| Danny                                              | Rodrigo Vidal              | Varga Rókus         |
| Piro                                               | Carlos Eduardo Rico        | Szokol Péter        |
| Kikis                                              | Rosita Pelayo              | Ősi Ildikó          |
| Pancho                                             | Fernando Robles            | Rudas István        |
| Gustavo Cansino                                    | Theo Thapia                | Koroknay Géza †     |
| Karicia                                            | Niurka Marcos              | Kisfalvi Krisztina  |
| José Armando Lavalle                               | José María Torre           | Baráth István       |
| José Miguel Lavalle                                | Ernesto D'Alessio          | Ifj. Morassi László |
| José Julián Lavalle José Julián Montesino Quiñonez | Rafael Amaya               | Hamvas Dániel       |
| Mauricio Valdivia                                  | Roberto Vander             | Jakab Csaba         |
| Rebeca Santos                                      | Alejandra Procuna          | Sági Tímea          |
| Karla Cansino Karla Montesino                      | Alessandra Rosaldo         |                     |
| Piro                                               | Carlos Eduardo Rico        | Szokol Péter        |
| Leonor                                             | Iliana de la Garza         | Grúber Zita         |
| Luisa                                              | Lorena Álvarez             | Árkosi Kati         |
| David "Matador"                                    | Milton Cortés              | Sótonyi Gábor       |
| Juanito                                            | Raúl Castellanos           | Jelinek Márk        |
| Natalia de Lavalle                                 | Kelchie Arizmendi          |                     |
| Nelson                                             | Jorge van Rankin           | Pálfai Péter        |
| Cardona atya                                       | Antonio Muñiz              | Breyer Zoltán       |

## Korábbi verziók
- Az 1977-es chilei La colorina telenovella a TVN-től. Főszereplői: Liliana Ross, Violeta Vidaurre és Patricio Achurra.
- Az 1980-as mexikói Colorina telenovella a Televisától. Főszereplői: Lucía Méndez és Enrique Álvarez Félix.
- Az 1993-as argentin  Apasionada telenovella. Főszereplői: Susú Pecoraro és Darío Grandinetti.

## TVyNovelas-díj2002
| Kategória                    | Személy                 | Eredmény |
| ---------------------------- | ----------------------- | -------- |
| Legjobb telenovella          | Juan Osorio Ortíz       | Jelölés  |
| Legjobb női főszereplő       | Edith González          | Jelölés  |
| Legjobb férfi főszereplő     | Guy Ecker               | Jelölés  |
| Legjobb női főgonosz         | María Rubio             | Jelölés  |
| Legjobb férfi főgonosz       | Sebastián Ligarde       | Jelölés  |
| Legjobb senior színésznő     | Patricia Reyes Spíndola | Jelölés  |
| Legjobb senior színész       | Aarón Hernán            | Jelölés  |
| Legjobb női mellékszereplő   | Niurka Marcos           | Nyertes  |
| Legjobb férfi mellékszereplő | Rodrigo Vidal           | Nyertes  |